# Casa Kammerzell
La Casa Kammerzell (Maison Kammerzell in francese, Kammerzellhaus in tedesco, Kammerzellhüs in alsaziano) è un'antica casa di Strasburgo, in Alsazia, situata al n°16 della Place de la Cathédrale. Rappresenta uno dei più begli esempi di edifici realizzati secondo la maniera della costruzione a graticcio.

## Storia

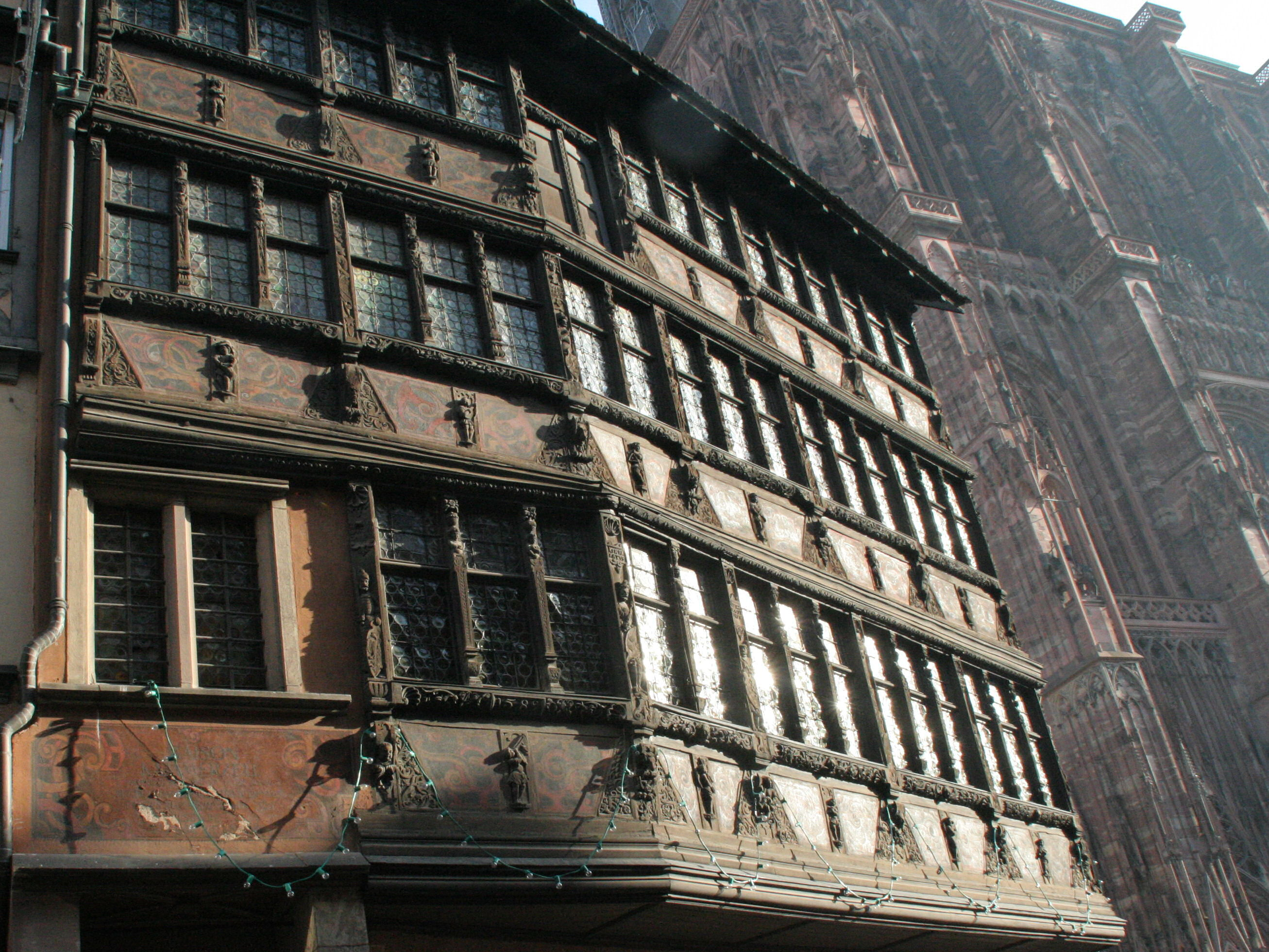
Particolare della facciata con, sullo sfondo, la Cattedrale.

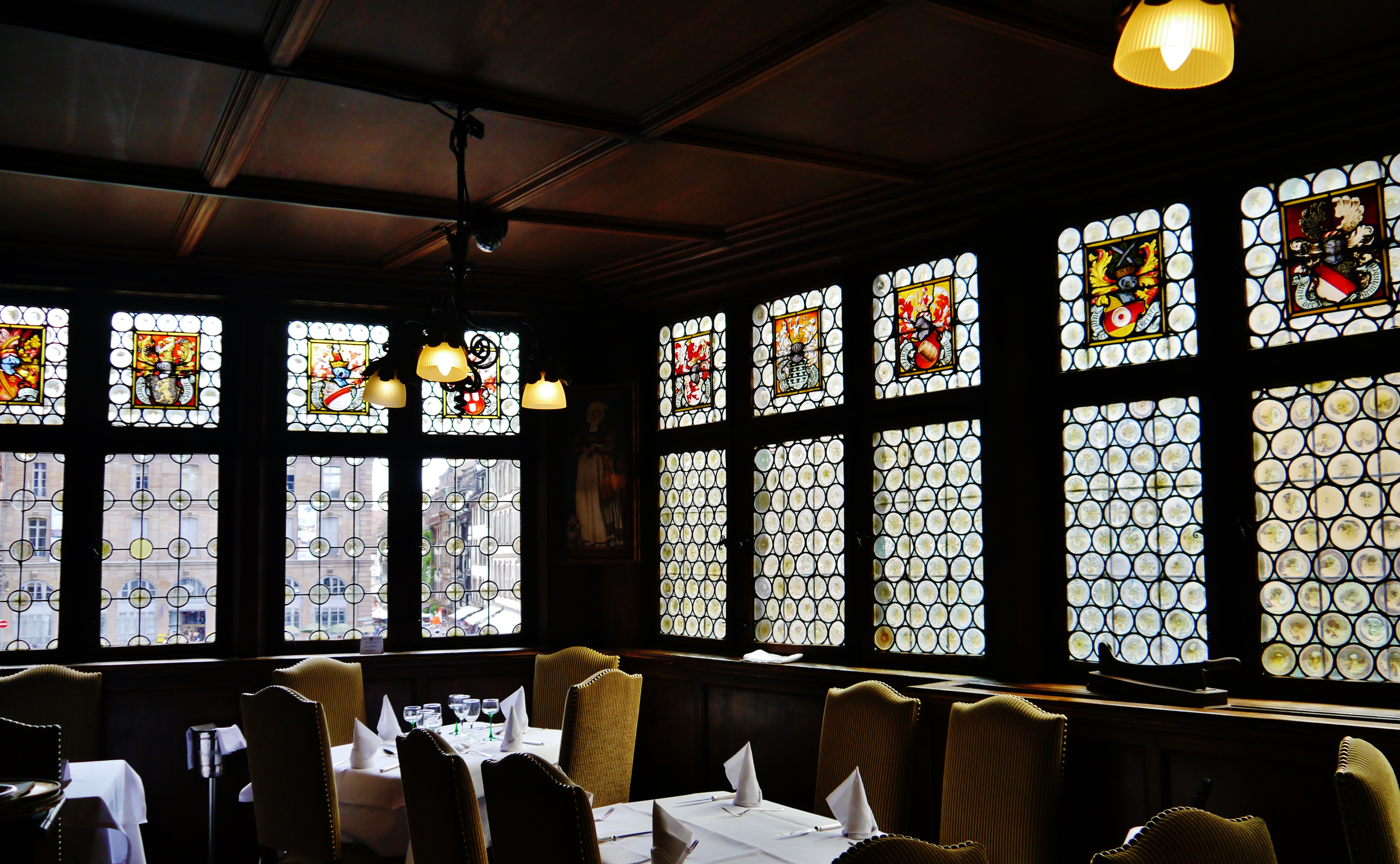
Una delle sale interne.

La costruzione di questa casa, di fronte alla Cattedrale di Notre-Dame, risale al 1427, sebbene l'edificio prenderà il suo aspetto attuale e definitivo solo nel 1589. Le sue facciate a graticcio sono le più riccamente decorate della città.
Venne eretta dal celebre commerciante di formaggi Martin Braun in uno stile rinascimentale molto particolare. Il piano terra, ad arcate, è realizzato in pietra e i tre piani superiori, sporgenti, a graticcio con legni finemente scolpiti e finestre con i tipici vetri "a fondo di bottiglia" piombati. Sulla punta del timpano dell'abbaino maggiore è ancora visibile la puleggia montacarichi atta a montar le merci nel magazzino, sito nel sottotetto.
Le sculture delle travi raffigurano Scene Sacre e Profane, i Cinque Sensi, i Quattro stadi della Vita, le Virtù teologali e infine i Segni zodiacali. All'interno di queste scene appaiono numerosi personaggi storici: Cesare, Carlomagno, Ettore e Goffredo di Buglione.
In seguito al passaggio di più proprietà, l'edificio venne acquistato dalla "Comunità urbana di Strasburgo", e, come il centro storico di Strasburgo, entrò a far parte del Patrimonio dell'umanità dell'UNESCO. Oggi, dal XIX secolo, è un famoso albergo e ristorante.

## Proprietari
- Martin Braun, commerciante di formaggio.
- Christoph I Staedel, orefice.
- Antoine Staedel, figlio di Christophe I
- Florian Staedel, figlio di Antoine, commerciante di tessuti.